# Résolution 1884 du Conseil de sécurité des Nations unies
Membres permanents
- Chine
- États-Unis
- France
- Royaume-Uni
- Russie

Membres non permanents
- Autriche
- Burkina Faso
- Costa Rica
- Croatie
- Japon
- Libye
- Mexique
- Turquie
- Ouganda
- Viet Nam

Résolution no 1883 Résolution no 1885
La résolution 1884 du Conseil de sécurité des Nations unies a été adoptée à l'unanimité le 27 août 2009.

## Résolution
Le Conseil de sécurité a prorogé le mandat de la Force intérimaire des Nations unies au Liban (FINUL) d'un an, jusqu'au 31 août 2010, appelant fermement toutes les parties concernées à respecter la cessation des hostilités et la Ligne bleue et à coopérer pleinement avec les Nations unies et sa mission.
Constatant que la situation au Liban restait une menace pour la paix et la sécurité internationales, le Conseil a adopté à l'unanimité la résolution par laquelle il exhortait les parties à coopérer pleinement avec l'organe de 15 membres et le Secrétaire général pour parvenir à un cessez-le-feu permanent et une solution à long terme, comme l’envisageait la résolution 1701 (de 2006).
Le Conseil a salué le rôle positif de la FINUL, affirmant que son déploiement, ainsi que celui des forces armées libanaises, avait contribué à créer un nouvel environnement stratégique dans le sud du Liban. Il s'est félicité de l'élargissement des activités coordonnées entre la FINUL et l'armée libanaise et a encouragé le renforcement de cette coopération.
Il attendait avec intérêt de recevoir, dès que possible au cours des mois suivant, les conclusions de l'examen de la capacité opérationnelle de la FINUL, y compris la structure des forces, les moyens et les besoins, comme indiqué dans la lettre du Secrétaire général du 6 août, afin de garantir que les actifs et les ressources de la Mission étaient configurés de la manière la plus appropriée.
Toujours dans le texte, le Conseil a salué les efforts déployés par la Force intérimaire pour mettre en œuvre la politique de tolérance zéro du Secrétaire général en matière d’exploitation et d’abus sexuels et pour assurer le plein respect par son personnel du code de conduite des Nations unies. Il a demandé au Secrétaire général de prendre toutes les mesures nécessaires à cet égard et de le tenir informé. Les pays fournisseurs de contingents ont été instamment priés de prendre des mesures préventives et disciplinaires pour faire en sorte que ces actes fassent l’objet d’enquêtes et de sanctions appropriées dans les affaires impliquant leur personnel.
Prenant la parole après l’adoption du texte, la représentante d’Israël, Gabriela Shalev, s’est félicitée du renouvellement du mandat de la FINUL pour une autre année, affirmant que la Mission jouait un rôle important dans l’application de la résolution 1701 (de 2006). La situation dans le sud du Liban restait complexe. Les événements de juillet ont mis en lumière un phénomène dangereux dont Israël a mis en garde: le Hezbollah, organisation terroriste, continuait de déployer ses moyens et opèrait activement au nord et au sud du Litani en violation flagrante de la résolution 1701 et d'autres résolutions pertinentes du Conseil. Il y avait eu récemment de graves incidents au cours desquels de multiples explosions se sont produites, comme à Khirbat Silim le 14 juillet.